# Shame Shame
Shame Shame es una canción de la banda estadounidense de rock Foo Fighters. La canción es del próximo décimo álbum de estudio de la banda, Medicine at Midnight. Fue lanzado como el primer sencillo del álbum el 7 de noviembre de 2020.

## Antecedentes
El cantante y guitarrista de Foo Fighters, Dave Grohl, ha declarado que "Shame Shame" no se parece a nada que Foo Fighters haya hecho antes y que la canción les permitió "moverse a otro territorio" con su sonido en su nuevo álbum, Medicine at Midnight.

## Posicionamiento en lista
| Lista (2020)                                | Posiciones |
| ------------------------------------------- | ---------- |
| Australia Digital Tracks (ARIA)             | 40         |
| Bélgica (Flandes) (Ultratip Bubbling Under) | 5          |
| Bélgica (Valonia) (Ultratip Bubbling Under) | 26         |
| Canada All-format Airplay (Billboard)       | 43         |
| Canada Hot Digital Songs (Billboard)        | 23         |
| New Zealand Hot Singles (RMNZ)              | 25         |
| Escocia (Scottish Singles Sales Chart)      | 36         |
| Reino Unido (UK Download Chart)             | 34         |
| UK Singles Sales (OCC)                      | 36         |
| Estados Unidos (Digital Songs)              | 32         |
| Estados Unidos (Mainstream Rock)            | 1          |
| Estados Unidos (Alternative Airplay)        | 10         |
| Wales (OCC)                                 | 37         |